# Југословенска војска
Југословенска војска (ЈВ) је била оружана сила Краљевине Југославије. Постојала је од 1. децембра 1918, а настала је са проглашењем Краљевине Срба, Хрвата и Словенаца.
После Првог светског рата у активну службу у војску Краљевине Срба, Хрвата и Словенаца, поред 3500 официра војске Краљевине Србије, примљено је 2590 бивших официра Аустроугарске, 469 Црне Горе, 12 из царске руске војске и тројица из албанских Есад-пашиних јединица.
Југословенска војска делила се на Војску и Ратну морнарицу. Војску је чинила пешадија, артиљерија, коњица, инжењерија и ваздухопловство, и друге помоћне јединице. Имали су генералштабну, економску, техничку, санитетску, судску, свештеничку, ветеринарску и музичку струку, и специјалне јединице; граничаре, жандармерију, падобранске, јуришне и планинске чете. Тенкови су третирани као борбено средство које помаже нападу пешадије, а ваздухопловство је извиђало, вршило заштиту снага и територије и нападало непријатељске објекте. Ваздухопловство се делило на оперативно и армијско. Кад је рат почео у априлу 1941. оно је имало 459 авиона (125 ловаца, 173 бомбардера, 161 извиђача), од чега је 265 било савремених авиона новије генерације, распоређених на 23 аеродрома. Оклопне јединице су чиниле два тенковска батаљона, који су у свом саставу имали 110 тенкова и борбено оклопних возила.
Ратна морнарица је имала 32 ратна брода, разарача. На Сави и Дунаву је била смештена речна ратна флота, а поморско ваздухопловство имало је 150 хидроавиона. Поморска обалска команда имала је 14 обалских артиљеријских батерија са 45 топова.

## Југословенска војска у Другом светском рату

### Априлски рат
Југословенска краљевска војска је још увек била углавном опремљена оружјем и материјалом из Првог светског рата, иако су извршене неке модернизације чехословачком опремом и возилима. Од око 4000 артиљеријских оруђа, много њих је било застарело и зависило од коњске вуче, али око 17.000 артиљеријских оруђа је било релативно модерно, укључујући 812 чехословачких антитенковских топова од 37mm и 47mm. Ту је било и око 2.300 минобацача, укључујући 1600 модерних минобацача од 81mm, као и 24 од 220 и 305mm. Од око 940 противавионских топова, њих 360 су били чехословачки и италијански модели од 15 и 20mm. Сва ова оруђа су била увожена, из различитих извора, што је за последицу имало да су различити типови често нису имали прописно одржавање 
Једине механизоване јединице су били шест моторизованих пешадијских батаљона у три коњичке дивизије (Прва, Друга, Трећа), шест моторизованих артиљеријских пукова, два тенковска батаљона са 110 тенкова, од којих је један имао тенкове Рено FT-17 још из времена Првог светског рата, а други 54 модерна француска тенка Рено R-35, уз независну тенковску чету са 8 чехословачких танкета Шкода Т-32. Око хиљаду камиона за војне потребе је увезено из САД неколико месеци пре инвазије.
Потпуно мобилисана, Југословенска краљевска војска је могла да размести 28 пешадијских дивизија, 3 коњичке дивизије и 35 независних пукова. Од независних пукова, њих 16 је било на граничним утврђењима, а 19 је било организовано у одреде, снаге ојачане бригаде. Сваки одред је имао један до три пешадијска пука и један до три артиљеријске батерије, а три одреда су организована као брдске јединице. Међутим, немачки напад је затекао југословенску војску још увек у процесу мобилизације, и само око 11 дивизија је било на њиховим планираним положајима на почетку напада. Проценат попуњености тих јединица је био између 70 и 90%, пошто мобилизација још увек није била завршена. Бројност Југословенске краљевске војске је био око 1.200.000 војника у тренутку немачког напада.
Југословенско краљевско ратно ваздухопловство је имало 450 борбених авиона домаћег (најпознатији ИК-3), немачког, италијанског, француског и британског порекла, од којих су половина били модерни типови. Ваздухопловство је било организовано у 22 бомбардерске и 15 ловачких ескадрила. Главни типови авиона у употреби су били 73 ловаца Месершмит Bf 109 109 E, 38 Хокер харикен I (док се још производило под лиценцом у Југославији), 30 Хокер фјури II, 8 Икарус ИК-2 и 6 ловаца Рогожарски ИК-3 (и још у процесу производње), 63 бомбардера Дорније Do 17 K (укључујући 40 израђених у Југославији под лиценцом), 60 Бристол Бленим I (око 40 израђених под лиценцом) и 40 Савоја Маркети SM-79 K. Јединице морнаричког ваздухопловства су се састојале од 8 ескадрила опремљених, поред осталих, са 12 Дорније Do 22 K и 15 домаћих Рогожарски SIM-XIV-H патролних авиона.
Авионе југословенског превозника Аеропут, у које су спадали 6 Локид Електра, 3 Спартан крузера и један де Хевиланд драгон су реквивирани да пруже превозне услуге за ваздухопловство.
Југословенска краљевска ратна морнарица је била опремљена једном застарелом бившом немачком лаком крстарицу (погодном једино за обуку), једног великог разарача Дубровник британског порекла, 3 модерна разарача класе Београд француског порекла (два израђена у Југославији и још једним у изградњи), једним носач хидроавионаносача хидроавиона, 4 модерне подморнице (2 француске и 2 британске) и 10 модерних ноторних торпедних чамаца и од старијих пловила, ту је било 6 бивших аустроугарских средњих торпедних чамаца, 6 минополагача, 4 велика оклопљена речна монитора и бројна помоћна пловила.

### Након Априлског рата
Југословенска војска у Другом светском рату састојала се из три дела:
- Југословенска војска у отаџбини (четници),
- Југословенска војска ван отаџбине (преко 1.000 људи у Каиру и на Блиском истоку) и
- Југословенска војска у заробљеништву.[7]

## Војна обавеза и војска Краљевине Југославије
Војна обавеза и војска Краљевине Југославије била је законска обавеза, и један од облик државности, у новооснованој држави која је постојала око две деценије колико Краљевина. Она је била устројена према законима и уредбама Краљевине који су доношени и мењани неколико пута, посебно 1923, 1929. и 1931. године. Војна обавеза је била општа и у свим случајевима трајала од навршене 20. године до четрдесете у оперативној, а од навршене 40. до навршене 50. године у резервној војсци. Кадровски рок у Копненој војсци трајао је 18 (под крај периода 24 мјесеца), док је у Морнарици и Ваздухопловству кроз читав период трајао 24 месеца. Ђацима, храниоцима и неким другим категоријама војни рок је скраћиван на 9 месеци.

### Историја
Војна обавеза и војска Краљевине Југославије, била је уведена и устројена, као оружана сила Краљевине Југославије, у години када је окончан Први светски рат, 1. децембра 1918, а након проглашења новостворене државе на Балканском полуострву — Краљевине Срба, Хрвата и Словенаца.
Одмах по чину уједињења, већ 3. децембра 1918. године у Загребу је формирана Српска војна комисија да по српским прописима и формацијама реорганизује Војску Народног већа Словенаца, Хрвата и Срба, чије језгро су требали да представљају југословенски добровољци. Реорганизација је окончана у 1919. години. Након ове реорганизације у активну службу у војску Краљевине Срба, Хрвата и Словенаца, поред 3.500 официра војске Краљевине Србије, примљено је 2.590 бивших официра Аустроугарске, 469 Црне Горе, 12 из царске руске војске и тројица из албанских Есађпашиних јединица.
Основу официрског кадра чинили су официри Српске војске (осим Морнарице), а и школовање се вршило по предратном систему. За васпитање војника и старешина у школама и трупи врло често је примјењиван дрил, односно систем обуке је био заснован на њему.
За врховног команданта Војске именован је краљ. У миру је командовање остваривано преко Министарства војске и морнарице, а у рату преко Штаба Врховне Команде и Команде позадине.

### Војна обавеза
Војна обавеза у војсци Краљевине Југославије била је општа и у свим случајевима трајала је:
- од навршене 20. године до четрдесете у оперативној војсци,
- од навршене 40. до навршене 50. године у резервној војсци.

Кадровски рок у Копненој војсци трајао је 18 месеци (а нешто касније и 24 месеца), док је у Морнарици и Ваздухопловству кроз читав период трајао 24 месеца.
Ђацима, храниоцима и неким другим категоријама војни рок је скраћиван на 9 месеци.
На сва три пописа спроведена у Краљевини Југославији, војници на одслужењу војног рока су пописани у њиховим гарнизонима, а не у местима сталног боравка. Поред других манипулација пописом, то је знатно мењало и отежавало утврђивање националне структуре становништва. За двадесет и две године постојања Краљевине Југославије становништво се повећало се за неколико милиона, становника, што је значајно утицало и на мобилизацијске могућности за одбрану земље, које су биле увелико повећане и на крају у односу на 1919. годину готово удвостручене.

## Војнотериторијална подела војске
У јануару 1919. године извршена је и војнотериторијална подела Краљевине Југославије. Створене су четири армијске, са 16 дивизијских области. Свака дивизијска област имала је по три војна округа од по четири војна среза (укупно 192).
Босна и Херцеговина је овом војнотериторијалном поделом „потпуно неприродно распарчана”. Укључена је у Прву, Другу и Приморску армијску 355 област. У том оквиру њени делови укључени су у четири дивизијске области. Дринска дивизијска област са седиштем у Ваљеву обухватила је Сребреницу (укључену у Ваљевски војни округ), Зворник и Бијељину (укључене у Шабачки војни округ); Босанска дивизијска област са седиштем у Сарајеву, обухватала је Сарајевски, Тузлански и Травнички војни округ и једино у њој су сви војни срезови били босанскохерцеговачки; Врбаска дивизијска војна област са седиштем у Бања Луци обухватила је у Босни само Бањалучки војни округ и срезове Босански Нови, Бихаћ и Цазин (који су припали њеном Петрињском војном округу); Јадранској дивизијској области са седиштем у Шибенику припао је Мостарски војни округ и војни срез Ливно Сињског војног округа са седиштем у Сињу. Зетској дивизијској области са седиштем у Цетињу припао је Требињски војни округ, укључујући и Дубровник из Хрватске.

## Организација војске
Југословенска војска делила се на Војску и Ратну морнарицу.

### Војска
Војску је чинила
- пешадија,
- артиљерија,
- коњица,
- инжењерија
- ваздухопловство,
- помоћне јединице.

У свом саставу Војска је имале генералштабну, економску, техничку, санитетску, судску, свештеничку, ветеринарску и музичку струку, и специјалне јединице; граничаре, жандармерију, падобранске, јуришне и планинске чете. Тенкови су третирани као борбено средство које помаже нападу пешадије, а ваздухопловство је извиђало, вршило заштиту снага и територије и нападало непријатељске објекте. Ваздухопловство се делило на оперативно и армијско.
Копнена војска
Копнену војску, имала је пешадијске дивизије (28), које су поред нумеричке ознаке носиле и називе области (територијална попуна) са којих су се мобилисали резервисти, а пукови (84) само унапред одређене нумеричке називе. Оклопне јединице су чиниле два тенковска батаљона, који су у свом саставу имали 110 тенкова и борбено оклопних возила.
У Копненој војсци су потом формирани дивизијски артиљеријски пукови а потом и армијски коњички; артиљеријски тешки (150 мм) хаубички и топовски пукови (105 мм), као и армијска инжињерија (пионирски батаљон, понтонирски полубатаљон, минерска, телеграфска и рефлекторска чета). 
Ваздухопловство
Основу Ваздухопловства чинило је неколико ескадрила Српске војске и оно се углавном споро развијало. Прво је формирана Ваздухопловна команда у Новом Саду, која је поред Новог Сада имала по једну ескадрилу у Загребу, Скопљу и Сарајеву. У и око Новог Сада су и касније биле главне команде, јединице, установе и школе Ваздухопловства. Једна од четири Ваздухопловне команде на територији Босне и Херцеговине формирана је у Сарајеву, а потом у Мостару, гдје је била и Подофицирска пилотска школа. До 1939. године развијене су 3 ваздухопловне бригаде, са по неколико ваздухопловних пукова и више ваздухопловних база. Четири ваздухопловна пука 2. бригаде стационирана су у Сарајеву и Мостару. Кад је рат почео у априлу 1941. ваздухопловство је имало 459 авиона (125 ловаца, 173 бомбардера, 161 извиђача), од чега је 265 било савремених авиона новије генерације, распоређених на 23 аеродрома.

### Ратна морнарица
Ратна морнарица се куповином бродова и захваљујући чињеници да је од Аустроугарске наследила Јадранску флоту: и базе (у Шибенику и Боки которској) и чињеници да су њену основу чинили кадрови Аустроугарске морнарице, до 1939. године развила у значајну снагу.
Ратна морнарица је имала 32 ратна брода, разарача. На Сави и Дунаву је била смештена речна ратна флота, а поморско ваздухопловство имало је 150 хидроавиона. Поморска обалска команда имала је 14 обалских артиљеријских батерија са 45 топова.

## Галерија
- Официрска униформа ЈВ изложена у Војном музеју у Београду.
- Униформа пешадинца, модерна реконструкција.
- Јанко Вукотић у униформи дивизијског ђенерала Војске Краљевине СХС, 1920. г.Јанко Вукотић у униформи дивизијског ђенерала Војске Краљевине СХС, 1920. г.
- Застава Триглавског пука 1930. г.
- Дефиле југословенских танкета Шкода Т-32 у маскирним бојама на великој војној паради одржаној на Бањици, 1940.
- Вежбе инжењерске јединице код Чукарице и прелаз трупа преко Саве (1940).